# Фицсиммонс, Боб
Ро́берт Джеймс Фицси́ммонс (англ. Robert James Fitzsimmons; 26 мая 1863, Хелстон, Корнуолл, Англия — 22 октября 1917, Чикаго, Иллинойс, США) — британо-американский боксёр, первый и на протяжении ста лет единственный  абсолютный чемпион мира по боксу в тяжёлом весе. Считается одним из сильнейших панчеров-нокаутёров в истории бокса, который никогда не тренировался (считал это ненужным), при собственном весе варьирующемся между 70 и 77 кг и обладая феноменально сильным ударом с обеих рук, регулярно выходил на ринг против соперников весящих более 100 кг: рекордный бой против Милларда Зендера, 72,5 против 136 кг, нокаутировал соперника в первом же раунде. Историк бокса Трейси Кэллис называет Фицсиммонса величайшим боксёром вне зависимости от весовой категории.

## Биография
Родился Роберт (Боб) Фицсиммонс в английском местечке Хелстон, в Корнуолле. Родителями его были ирландцы Джеймс и его жена Джейн. Боб был двенадцатым ребёнком в семье.
В девятилетнем возрасте Роберт вместе с семьёй переехал в Новую Зеландию в Тимару, где он и начал заниматься боксом, одновременно помогая старшему брату Джаррету в кузнице. Став кузнецом по профессии, перед каждой тренировкой и боем он выковывал «подкову счастья». Эта работа помогала ему развить верхнюю часть туловища и укрепить мышцы рук.
Позднее чета Фицсиммонсов переехала в Австралию, где Боб уже добился ощутимого успеха, став чемпионом страны в среднем весе.
В 1890 году Роберт решил попробовать свои силы в Америке и прибыл в Сан-Франциско. После трех быстрых побед в 1891 году он встретился с чемпионом мира в среднем весе «Несравненным» Джеком Демпси, которого победил нокаутом в 14 раунде, став сильнейшим средневесом мира.
Однако сам Боб мечтал о титуле абсолютного чемпиона. Прозванный «Рубиновый Роберт» и «Веснушчатое чудо», Фицсиммонс гордился отсутствием шрамов и выходил на ринг в плотном шерстяном белье, чтобы скрыть худощавые ноги. «У него ноги легковеса, туловище средневеса и руки тяжеловеса» — говорили про него.

В течение двух лет переговоры с абсолютным чемпионом мира Джеймсом Корбеттом, прозванным «Джентльменом Джимом», были безуспешными, в Америке не хотели рисковать потерять мировую корону. Лишь после того как Роберт принял американское гражданство, бой состоялся. 17 марта 1897 года к удивлению многих специалистов Фицсиммонс нокаутировал Корбетта в 14-м раунде, став новым абсолютным чемпионом мира. Это был первый бой, заснятый на кинопленку.
Боб сохранял свое звание в течение 2 лет, пока 9 июня 1899 года не потерял его в бою с новой звездой тяжелого веса Джеймсом Джеффрисом, пропустив нокаутирующий удар в 11-м раунде. Позднее Фитцсиммонс пытался ещё раз отобрать корону чемпиона, но был нокаутирован Джеффрисом уже в 8-м раунде. Несколько лет спустя он уступил нокаутом и знаменитому негритянскому тяжеловесу-чемпиону Джеку Джонсону. Однако неутомимый Фицсиммонс свои чемпионские амбиции не умерил, боксируя в полутяжелом весе он и там сумел стать чемпионом мира.
Таким образом «Рубиновый» стал в боксе феноменом. Он носил звание чемпиона мира в среднем весе (с 1891 по 1894 год), в полутяжелом (с 1903 по 1905 год) и в тяжелом (с 1897 по 1899 год) в эпоху когда в боксе было всего 7 весовых категорий. Кроме того Фицсиммонс попал в Книгу рекордов Гиннесса как самый легкий чемпион в супертяжелом весе. Долгое время был самым пожилым чемпионом, в тяжелом весе чемпионом он стал в 34 года, в полутяжелом — в 40 лет. В те времена 30-летний возраст считался критическим для боксёра и Фицсиммонс долго оставался возрастным рекордсменом. Позднее Джерси Джо Уолкотт в 37 лет стал абсолютным чемпионом мира, Арчи Мур в 36 лет впервые стал чемпионом мира в полутяжелом весе, в 45 лет завоевал титул вновь. Сам Фицсиммонс боксировал до 1914 года (50 лет).
Умер от пневмонии в Чикаго 22 октября 1917 года в возрасте 54 лет. В 1990 году его имя было внесено в Международный зал боксёрской славы.

## Результаты боёв
В таблице перечислены результаты всех поединков боксёров.
В каждой строке указан результат поединка. Дополнительно номер поединка обозначен цветом, который обозначает итог поединка. Расшифровка обозначений и цветов представлена в нижеследующей таблице.
| Пример | Расшифровка                     |
| ------ | ------------------------------- |
|        | Победа                          |
|        | Ничья                           |
|        | Поражение                       |
|        | Планируемый поединок            |
|        | Поединок признан несостоявшимся |
| КО     | Нокаут                          |
| ТКО    | Технический нокаут              |
| PTS    | Решение судей (по очкам)        |
| UD     | Единогласное решение судей      |
| MD     | Решение большинства судей       |
| SD     | Раздельное решение судей        |
| RTD    | Отказ от продолжения боя        |
| DQ     | Дисквалификация                 |
| NC     | Поединок признан несостоявшимся |

| Бой | Дата             | Соперник                  | Судьи                | Место боя                                                      | Раундов | Результат     | Дополнительно                      |
| --- | ---------------- | ------------------------- | -------------------- | -------------------------------------------------------------- | ------- | ------------- | ---------------------------------- |
| 84  | 20 февраля 1914  | Джерси Беллей             |                      | Вифлеем, Пенсильвания, США                                     | 6       | Не определено | НД6                                |
| 83  | 29 января 1914   | Боб КО Суиней             |                      | Атлетик, Уильямспорт, Пенсильвания, США                        | 6       | Не определено | НД6                                |
| 82  | 27 декабря 1909  | Билл Лэнг                 | Артур Скотт          | Сидней, Сидней, Новый Южный Уэльс, Австралия                   | 20      | Поражение     | КО12                               |
| 81  | 21 сентября 1908 | Джим Пол                  |                      | Бенсон-Майнс, Нью-Йорк, США                                    | 20      | Победа        | КО1                                |
| 80  | 17 июля 1907     | Джек Джонсон              |                      | Вашингтон S.C., Филадельфия, Пенсильвания, США                 | 6       | Поражение     | КО2                                |
| 79  | 20 декабря 1905  | Филадельфия Джек О’Брайен |                      | Механикс-павилион, Сан-Франциско, Калифорния, США              | 20      | Поражение     | ТКО13                              |
| 78  | 23 июля 1904     | Филадельфия Джек О’Брайен |                      | Бакер Боул, Филадельфия, Пенсильвания, США                     | 6       | Не определено | НД6                                |
| 77  | 25 ноября 1903   | Джордж Гардинер           |                      | Механикс-павилион, Сан-Франциско, Калифорния, США              | 20      | Победа        | По очкам                           |
| 76  | 14 октября 1903  | Джо Грим                  |                      | Филадельфия, Пенсильвания, США                                 | 6       | Не определено | НД6                                |
| 75  | 30 сентября 1903 | Кон Кафлин                |                      | Филадельфия, Пенсильвания, США                                 |         | Победа        | КО1                                |
| 74  | 27 декабря 1902  | Майк Райнк                |                      | Боземан, Монтана, США                                          |         | Победа        | КО2                                |
| 73  | 19 декабря 1902  | ? Стюарт                  |                      | Бьютт, Монтана, США                                            |         | Победа        | КО1                                |
| 72  | 25 июля 1902     | Джеймс Джеффрис           | Эдди Граней          | Арена, Сан-Франциско, Калифорния, США                          | 20      | Поражение     | КО8                                |
| 71  | 24 августа 1900  | Том Шарки                 | Чарли Уайт           | Кони Айленд, Бруклин, Нью-Йорк, США                            | 20      | Победа        | КО2                                |
| 70  | 10 августа 1900  | Гас Рулин                 |                      | Мэдисон-Сквер-Гарден, Нью-Йорк, Нью-Йорк, США                  | 25      | Победа        | КО6                                |
| 69  | 30 апреля 1900   | Эд Данкхорст              | Чарли Уайт           | Геркулес, Бруклин, Нью-Йорк, США                               | 20      | Победа        | КО2                                |
| 68  | 27 марта 1900    | Джим Дейли                |                      | First Regiment A.C., Филадельфия, Пенсильвания, США            |         | Победа        | ТКО1                               |
| 67  | 28 октября 1899  | Джеффри Торн              |                      | Чикаго, Иллинойс, США                                          |         | Победа        | КО1                                |
| 66  | 9 июня 1899      | Джеймс Джеффрис           | Джордж Силер         | Кони Айленд, Бруклин, Нью-Йорк, США                            | 20      | Поражение     | КО11                               |
| 65  | 5 июня 1897      | Лидвилл Блэксмит          |                      | Лидвилл, Колорадо, США                                         | 4       | Победа        | КО2                                |
| 64  | 17 марта 1897    | Джеймс Корбетт            | Джордж Силер         | Рэйс-Трэк-Арена, Карсон-Сити, Невада, США                      |         | Победа        | КО14                               |
| 63  | 2 декабря 1896   | Том Шарки                 | Wyatt Earp           | Механикс-павилион, Сан-Франциско, Калифорния, США              | 10      | Поражение     | ДСК8                               |
| 62  | 21 февраля 1896  | Петер Махер               | Джордж Силер         | КолорадоA, Mexico                                              |         | Победа        | КО1                                |
| 61  | 19 апреля 1895   | Майк Коннорс              |                      | Нью-Йорк, Нью-Йорк, США                                        |         | Победа        | КО1                                |
| 60  | 16 апреля 1895   | Эл Аллих                  |                      | Нью-Йорк, Нью-Йорк, США                                        |         | Победа        | КО3                                |
| 59  | 26 сентября 1894 | Дэн Кридон                | проф. Джон Даффи     | Олимпик, Новый Орлеан, Луизиана, США                           | 20      | Победа        | КО2                                |
| 58  | 28 июля 1894     | Фрэнк Келлар              | Билли Мадден         | Буффало, Нью-Йорк, США                                         |         | Победа        | КО2                                |
| 57  | 17 июня 1894     | Джо Хойнски               |                      | Бостон, Массачусетс, США                                       | 5       | Ничья         |                                    |
| 56  | 5 сентября 1893  | Джек Хики                 |                      | Каледониан-Парк, Ньюарк, Нью-Джерси, США                       |         | Победа        | ТКО3                               |
| 55  | 6 мая 1893       | Майк Бреннан              |                      | Бостон, Массачусетс, США                                       |         | Победа        | КО4                                |
| 54  | 15 апреля 1893   | Джек Шеридан              |                      | Филадельфия, Пенсильвания, США                                 |         | Победа        | ТКО1                               |
| 53  | 31 марта 1893    | Джек Уорнер               |                      | Балтимор, Мэриленд, США                                        |         | Победа        | ТКО1                               |
| 52  | 25 марта 1893    | Фил Майо                  |                      | 2nd Regiment Armory, Чикаго, Иллинойс, США                     | 4       | Победа        | КО2                                |
| 51  | 8 марта 1893     | Джим Холл                 | проф. Джон Даффи     | Crescent City Club, Новый Орлеан, Луизиана, США                |         | Победа        | КО4                                |
| 50  | 3 сентября 1892  | Миллард Зендер            |                      | Элистон, AL, США                                               |         | Победа        | КО1                                |
| 49  | 11 мая 1892      | Джерри Слэттери           |                      | Нью-Йорк, Нью-Йорк, США                                        |         | Победа        | КО2                                |
| 48  | 6 мая 1892       | Джо Годфри                |                      | Филадельфия, Пенсильвания, США                                 |         | Победа        | КО1                                |
| 47  | 30 апреля 1892   | Джеймс Фаррелл            |                      | Ньюарк, Нью-Джерси, США                                        |         | Победа        | КО2                                |
| 46  | 2 марта 1892     | Петер Махер               |                      | Новый Орлеан, Луизиана, США                                    |         | Победа        | КО12                               |
| 45  | 1 мая 1891       | Харрис Мартин             |                      | Вашингтон (округ Колумбия)Вашингтон Rink, Minneapolis, MN, США | 4       | Не известно   | ND4                                |
| 44  | 28 апреля 1891   | Эйб Кафл                  |                      | Battery D, Чикаго, Иллинойс, США                               |         | Победа        | ТКО2                               |
| 43  | 14 января 1891   | Джек Демпси               | Полковник А. Брюстер | Олимпик, Новый Орлеан, Луизиана, США                           | 20      | Победа        | ТКО13                              |
| 42  | 28 июня 1890     | Артур Апхем               | Роберт Линд          | Аудубон-Клуб, Новый Орлеан, Луизиана, США                      |         | Победа        | КО9                                |
| 41  | 29 мая 1890      | ‘‘проф.’’ Билли МакКарти  |                      | Калифорния, Сан-Франциско, Калифорния, США                     |         | Победа        | КО5                                |
| 40  | 17 мая 1890      | Фрэнк Аллен               |                      | Калифорния, Сан-Франциско, Калифорния, США                     |         | Победа        | ТКО1                               |
| 39  | 1 марта 1890     | «Профессор» Уэст          |                      | Фолейс-холл, Сидней, Новый Южный Уэльс, Австралия              |         | Победа        | КО1                                |
| 38  | 22 февраля 1890  | Эдуард Роллинс            |                      | Сидней, Новый Южный Уэльс, Австралия                           |         | Победа        | КО9                                |
| 37  | 10 февраля 1890  | Джим Холл                 |                      | Фолейс-холл, Сидней, Новый Южный Уэльс, Австралия              | 20      | Поражение     | КО4, Австралияn Middleweight Title |
| 36  | 4 февраля 1890   | Эдуард Роллинс            |                      | Фолейс-холл, Сидней, Новый Южный Уэльс, Австралия              | 4       | Не известно   | ND4                                |
| 35  | 3 февраля 1890   | Дэйв Конуэй               |                      | Сидней, Новый Южный Уэльс, Австралия                           |         | Победа        | КО2                                |
| 34  | 16 декабря 1889  | Дик Эллис                 |                      | Странд, Сидней, Новый Южный Уэльс, Австралия                   |         | Победа        | КО3                                |
| 33  | 30 ноября 1889   | «Профессор» Уэст          |                      | Сидней, Новый Южный Уэльс, Австралия                           |         | Победа        | КО1                                |
| 32  | 26 октября 1889  | Пэт Кили                  |                      | Сидней, Новый Южный Уэльс, Австралия                           | 4       | Ничья         |                                    |
| 31  | 19 января 1889   | Джим Холл                 |                      | Сидней, Новый Южный Уэльс, Австралия                           |         | Победа        | КО5                                |
| 30  | 1 декабря 1888   | МакЮэн                    |                      | Фолейс-холл, Сидней, Новый Южный Уэльс, Австралия              | 4       | Победа        | По очкам                           |
| 29  | 24 ноября 1888   | Джим Холл                 |                      | Сидней, Новый Южный Уэльс, Австралия                           | 4       | Не известно   | ND4                                |
| 28  | 10 ноября 1888   | Джим Холл                 |                      | Сидней, Новый Южный Уэльс, Австралия                           | 4       | Не известно   | ND4                                |
| 27  | 1 мая 1888       | Мик Дули                  |                      | Фолейс-холл, Сидней, Новый Южный Уэльс, Австралия              | 4       | Не известно   | ND4                                |
| 26  | 17 апреля 1888   | Бил Славин                |                      | Сидней, Новый Южный Уэльс, Австралия                           | 4       | Ничья         |                                    |
| 25  | 5 марта 1888     | Бил Славин                |                      | Сидней, Новый Южный Уэльс, Австралия                           |         | Победа        | КО5                                |
| 24  | 11 февраля 1888  | ‘‘проф.’’ Билли МакКарти  |                      | Фолейс-холл, Сидней, Новый Южный Уэльс, Австралия              | 4       | Не известно   | ND4                                |
| 23  | 23 января 1888   | Дэн Хики                  |                      | Сидней, Новый Южный Уэльс, Австралия                           |         | Ничья         |                                    |
| 22  | 1 января 1888    | Фрэнк Славин              |                      | Фолейс-холл, Сидней, Новый Южный Уэльс, Австралия              | 4       | Не известно   | ND4                                |
| 21  | 28 мая 1887      | Джим Холл                 |                      | Сидней, Новый Южный Уэльс, Австралия                           | 4       | Не известно   | ND4                                |
| 20  | 4 апреля 1887    | Джорж Игер                |                      | Сидней, Новый Южный Уэльс, Австралия                           |         | Победа        | КО2                                |
| 19  | 20 марта 1887    | Бил Славин                |                      | Сидней, Новый Южный Уэльс, Австралия                           |         | Победа        | КО8                                |
| 18  | 1 марта 1887     | Дик Сэндалл               |                      | Фолейс-холл, Сидней, Новый Южный Уэльс, Австралия              | 4       | Победа        | По очкам                           |
| 17  | 15 февраля 1887  | Джордж Сил                |                      | Фолейс-холл, Сидней, Новый Южный Уэльс, Австралия              | 4       | Не известно   | ND4                                |
| 16  | 12 февраля 1887  | Джек Боннер               |                      | Сидней, Новый Южный Уэльс, Австралия                           | 4       | Победа        | По очкам                           |
| 15  | 1 января 1887    | Фрэнк Славин              |                      | Фолейс-холл, Сидней, Новый Южный Уэльс, Австралия              | 4       | Не известно   | ND4                                |
| 14  | 1 ноября 1886    | Джек Маллой               |                      | Сидней, Новый Южный Уэльс, Австралия                           | 4       | Ничья         | По очкам                           |
| 13  | 9 октября 1886   | ? Макардл                 |                      | Фолейс-холл, Сидней, Новый Южный Уэльс, Австралия              | 4       | Не известно   | ND4                                |
| 12  | 7 октября 1886   | Билли Смит                |                      | Фолейс-холл, Сидней, Новый Южный Уэльс, Австралия              | 4       | Не известно   | ND4                                |
| 11  | 25 августа 1886  | Том Лис                   |                      | Фолейс-холл, Сидней, Новый Южный Уэльс, Австралия              | 4       | Не известно   | ND4                                |
| 10  | 7 августа 1886   | ? Макардл                 |                      | Фолейс-холл, Сидней, Новый Южный Уэльс, Австралия              | 4       | Победа        | По очкам                           |
| 9   | 5 июня 1886      | Мик Дули                  |                      | Сидней, Новый Южный Уэльс, Австралия                           | 4       | Не известно   | ND4                                |
| 8   | 2 июня 1886      | Мик Дули                  |                      | Сидней, Новый Южный Уэльс, Австралия                           | 4       | Не известно   | ND4                                |
| 7   | 22 мая 1886      | Стив О’Доннелл            |                      | Фолейс-холл, Сидней, Новый Южный Уэльс, Австралия              | 4       | Не известно   | ND4                                |
| 6   | 15 мая 1886      | Мик Дули                  |                      | Сидней, Новый Южный Уэльс, Австралия                           |         | Поражение     | КО4                                |
| 5   | 8 мая 1886       | Не установлено            |                      | Сидней, Новый Южный Уэльс, Австралия                           | 4       | Не известно   | ND4                                |
| 4   | 1 февраля 1886   | Пабло Франк               |                      | The Green, Dawes Point, Сидней, Новый Южный Уэльс, Австралия   |         | Победа        | КО2                                |
| 3   | 1 мая 1885       | Джек Гринтри              |                      | Сидней, Новый Южный Уэльс, Австралия                           |         | Победа        | КО3                                |
| 2   | 1 апреля 1885    | Альф Брэмсмид             |                      | Сидней, Австралия                                              |         | Победа        | КО2                                |
| 1   | 1 марта 1885     | Джо Риддл                 |                      | Сидней, Новый Южный Уэльс, Австралия                           | 4       | Победа        | По очкам                           |
| Бой | Дата             | Соперник                  | Судьи                | Место боя                                                      | Раундов | Результат     | Дополнительно                      |